# Rubén Fernández (wielrenner)
Rubén Fernández Andújar (Murcia, 1 maart 1991) is een Spaans wielrenner die sinds 2025 rijdt voor Sabgal / Anicolor.
In 2014 won hij een etappe en het eindklassement in de Ronde van de Toekomst.

## Palmares

### Overwinningen
2014
4e etappe Ronde van de Toekomst
Eindklassement Ronde van de Toekomst
2025
Bergklassement Trofeo Joaquim Agostinho

### Resultaten in voornaamste wedstrijden
| Jaar | Ronde van Italië | Ronde van Frankrijk | Ronde van Spanje |
| ---- | ---------------- | ------------------- | ---------------- |
| 2015 | 62e              |                     |                  |
| 2016 |                  |                     | 33e              |
| 2017 |                  |                     | opgave           |
| 2018 | 85e              |                     |                  |
| 2019 |                  |                     |                  |
| 2020 |                  |                     |                  |
| 2021 |                  | 84e                 |                  |
| 2022 |                  |                     | 59e              |
| 2023 |                  |                     | 54e              |
| 2024 | 54e              |                     | opgave           |

| Jaar | Amstel Gold Race | Luik-Bast.‑Luik | Ronde van Lombardije | Waalse Pijl | Clásica San Sebastián |  | Wereldranglijsten |
| ---- | ---------------- | --------------- | -------------------- | ----------- | --------------------- |  | ----------------- |
| 2015 |                  |                 |                      |             | opgave                |  |                   |
| 2016 | opgave           | 125e            |                      | 110e        |                       |  | 59e (UWT)         |
| 2017 |                  |                 |                      |             | 31e                   |  | 231e (UWT)        |
| 2018 |                  |                 |                      |             |                       |  |                   |
| 2019 |                  |                 | 37e                  |             |                       |  |                   |
| 2020 |                  |                 |                      |             |                       |  |                   |
| 2021 | opgave           | 76e             | 92e                  | 60e         | 21e                   |  |                   |
| 2022 |                  |                 |                      |             | opgave                |  |                   |
| 2023 |                  |                 |                      |             |                       |  |                   |
| 2024 |                  | opgave          |                      | opgave      |                       |  |                   |

### Resultaten in kleinere rondes
| Jaar | Tour Down Under | Ronde van de VAE | Tirreno-Adriatico | Parijs-Nice | Ronde van Catalonië | Ronde van het Baskenland | Ronde van Romandië | Critérium du Dauphiné | Ronde van Zwitserland | Ronde van Polen | Ronde van Guangxi |
| ---- | --------------- | ---------------- | ----------------- | ----------- | ------------------- | ------------------------ | ------------------ | --------------------- | --------------------- | --------------- | ----------------- |
| 2014 |                 |                  |                   |             |                     | 87e                      |                    |                       |                       |                 |                   |
| 2015 | 5e              |                  |                   | opgave      | 54e                 |                          |                    |                       |                       |                 |                   |
| 2016 | 6e              |                  |                   | 30e         | opgave              |                          |                    | opgave                |                       | 6e              |                   |
| 2017 |                 |                  |                   |             | 21e                 | 26e                      | 25e                | opgave                |                       |                 |                   |
| 2018 | 50e             |                  |                   |             |                     |                          |                    |                       |                       |                 | 7e                |
| 2019 | 60e             |                  |                   |             |                     |                          |                    |                       |                       |                 |                   |
| 2020 |                 |                  |                   |             |                     |                          |                    |                       |                       |                 |                   |
| 2021 |                 | 9e               |                   |             | opgave              | 16e                      |                    |                       | 54e                   | 20e             |                   |
| 2022 |                 |                  |                   | opgave      |                     |                          |                    |                       |                       |                 |                   |
| 2023 |                 |                  |                   | opgave      |                     |                          |                    |                       |                       |                 |                   |
| 2024 | 53e             | 30e              | 87e               |             |                     |                          |                    |                       |                       |                 |                   |

## Ploegen
- 2013 –  Caja Rural-Seguros RGA
- 2014 –  Caja Rural-Seguros RGA
- 2015 –  Movistar Team
- 2016 –  Movistar Team
- 2017 –  Movistar Team
- 2018 –  Movistar Team
- 2019 –  Movistar Team
- 2020 –  Fundación-Orbea
- 2021 –  Cofidis
- 2022 –  Cofidis
- 2023 –  Cofidis
- 2024 –  Cofidis
- 2025 –  Sabgal / Anicolor[1]

Amador · Anacona · Antón · Capecchi · Castroviejo · Dowsett · Erviti · Fernández · Gadret · Jesús Herrada · José Herrada · Intxausti · G. Izagirre · J. Izagirre · Lastras · Lobato · Malori · Moreno · D. Quintana · N. Quintana · Rojas · Sanz · Soler · Sutherland · Sütterlin · Valverde · Ventoso · Visconti
Amador · Anacona · Arcas · Betancur · Castroviejo   · Dowsett · Erviti · Fernández · Jesús Herrada · José Herrada · G. Izagirre · J. Izagirre · Lobato · Malori · D. Moreno · J. Moreno · Oliveira · Pedrero · D. Quintana · N. Quintana · Rojas · Soler · Sutherland · Sütterlin · Valverde · Ventoso · Visconti  · Carapaz (stagiair)
Amador · Anacona · Arcas · Barbero · Bennati · Betancur · Bico · Carapaz · Carretero · Castroviejo   · de la Parte · Dowsett · Erviti · Fernández · Jesús Herrada · José Herrada · Izagirre · Malori · Moreno · Oliveira · Pedrero · D. Quintana · N. Quintana · Rojas · Soler · Sutherland · Sütterlin · Valverde
Amador · Anacona · Arcas · Barbero · Bennati · Betancur · Bico · Carapaz · Carretero · Castrillo · de la Parte · Erviti · Fernández · Landa · Oliveira · Pedrero · D. Quintana · N. Quintana · Rojas · Rosón · Sepúlveda · Soler · Sütterlin · Valls · Valverde 
Amador · Anacona · Arcas · Barbero · Bennati · Betancur · Carapaz · Carretero · Castrillo · Erviti · Fernández · Landa · Mas · Oliveira · Pedrero · Prades · Quintana · Roelandts · Rojas · Rosón · Sepúlveda · Soler · Sütterlin · Valls · 
Valverde  · Verona
Allegaert · Barceló · Berhane · Bohli · Carvalho · Champion · Consonni · Drucker · Edet · Fernández · Finé · Geschke · Haas · Jesús Herrada · José Herrada · Lafay · Laporte · Martin · Morin · Perez · Périchon · Rochas · Sabatini · Sajnok · Vanbilsen · A. Viviani · E. Viviani · Wallays · Toumire (stagiair) · Zingle (stagiair) · Lebreton (stagiair)
Allegaert · Armée · Bidard · Bohli · Carvalho · Champion · Cimolai · Consonni · Coquard · Delettre · Fernández · Finé · Geschke · Jesús Herrada · José Herrada · Izagirre · Kreder · Lafay · Martin · Perez · Périchon · Renard · Rochas · Sajnok · Thomas · Toumire · Vanbilsen · Villella · Wallays · Walscheid · Zingle · Kolze Changizi (stagiair) · Lecamus-Lambert (stagiair) · Wood (stagiair)
Allegaert · Bidard · Carvalho · Champion · Cimolai · Consonni · Coquard · Delettre · Fernández · Finé · Geschke · Jesús Herrada · José Herrada · Izagirre · Kreder · Lafay · Lastra · Mariault · Martin · Noppe · Perez · Périchon · Renard · Rochas · Thomas · Toumire · Wallays · Walscheid · Wood · Zingle · Gudnitz (stagiair) · Knight (stagiair) · Larmet (stagiair)
Allegaert · Aniołkowski · Champion · Coquard · De Gendt · Debeaumarché · Elissonde · Fernández · Finé · Fretin · Geschke · Gougeard · Hermans · Herrada · G. Izagirre · J. Izagirre · Knight · Lastra · Mahoudo · Mariault · Martin · Noppe · Oldani · Perez · Renard · Robeet · Thomas · Toumire · Wood · Zingle · Coppens (stagiair) · Gruszczynski (stagiair) · Larmet (stagiair)